# Priscus Attalus
Priscus Attalus (? – 416) là tiếm vương La Mã hai lần trong đời (năm 409 và năm 414), chống lại Hoàng đế Honorius, với sự trợ giúp từ người Visigoth. Ông là vị hoàng đế La Mã cuối cùng không theo Kitô giáo.
Priscus Attalus là một người Hy Lạp gốc gác từ châu Á, cha ông đã chuyển đến Ý theo hầu hoàng đế Valentinianus I. Attalus vốn là một nguyên lão quan trọng của thành Roma, nhậm chức praefectus urbi vào năm 409. Ông hai lần được người Visigoth tôn làm hoàng đế, nhằm cố gắng áp đặt các điều khoản của họ lên vị Hoàng đế Honorius bất tài ở Ravenna.
Ông giữ danh hiệu Hoàng đế ở Roma, vào năm 409, và sau đó ở Burdigala năm 414. Hai triều đại của ông chỉ kéo dài vài tháng; lần đầu tiên kết thúc khi Alaric tin rằng nó đang cản trở các cuộc đàm phán giữa ông với Honorius, và lần thứ hai kết thúc sau khi ông bị người Visigoth bỏ rơi vì hết giá trị lợi dụng để rồi cuối cùng rơi vào trong tay Honorius. Attalus bị buộc phải tham dự lễ ca khúc khải hoàn Honorius được cử hành trên các đường phố Roma vào năm 416, trước khi kết thúc những ngày tháng bị lưu đày tại Quần đảo Eolie.